# Haworth (cràter)
Haworth és un cràter d'impacte que es troba en els voltants del pol sud de la Lluna. El cràter Cabeus es troba a molt poca distància.

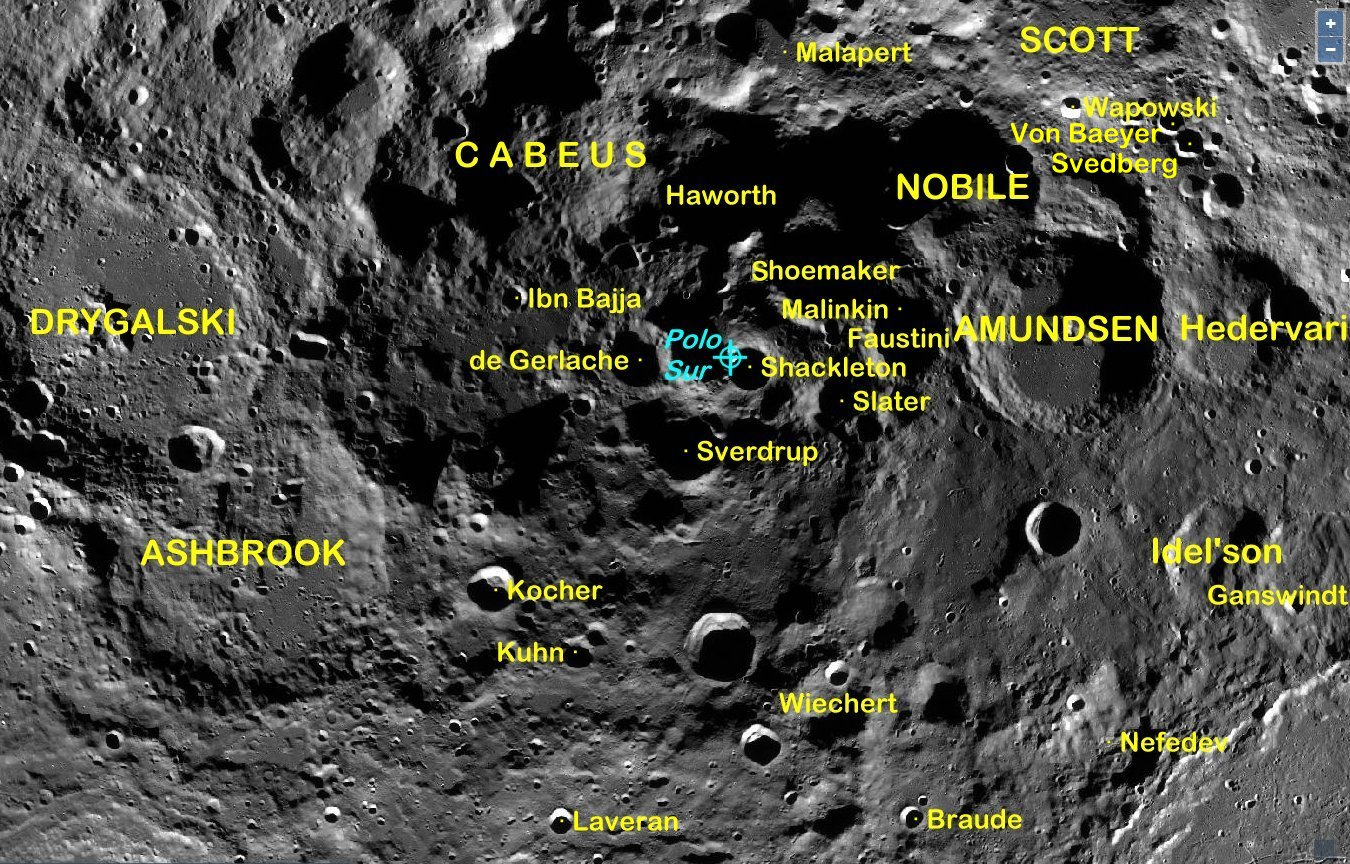
Localització de Haworth (centre de la meitat superior de la imatge)
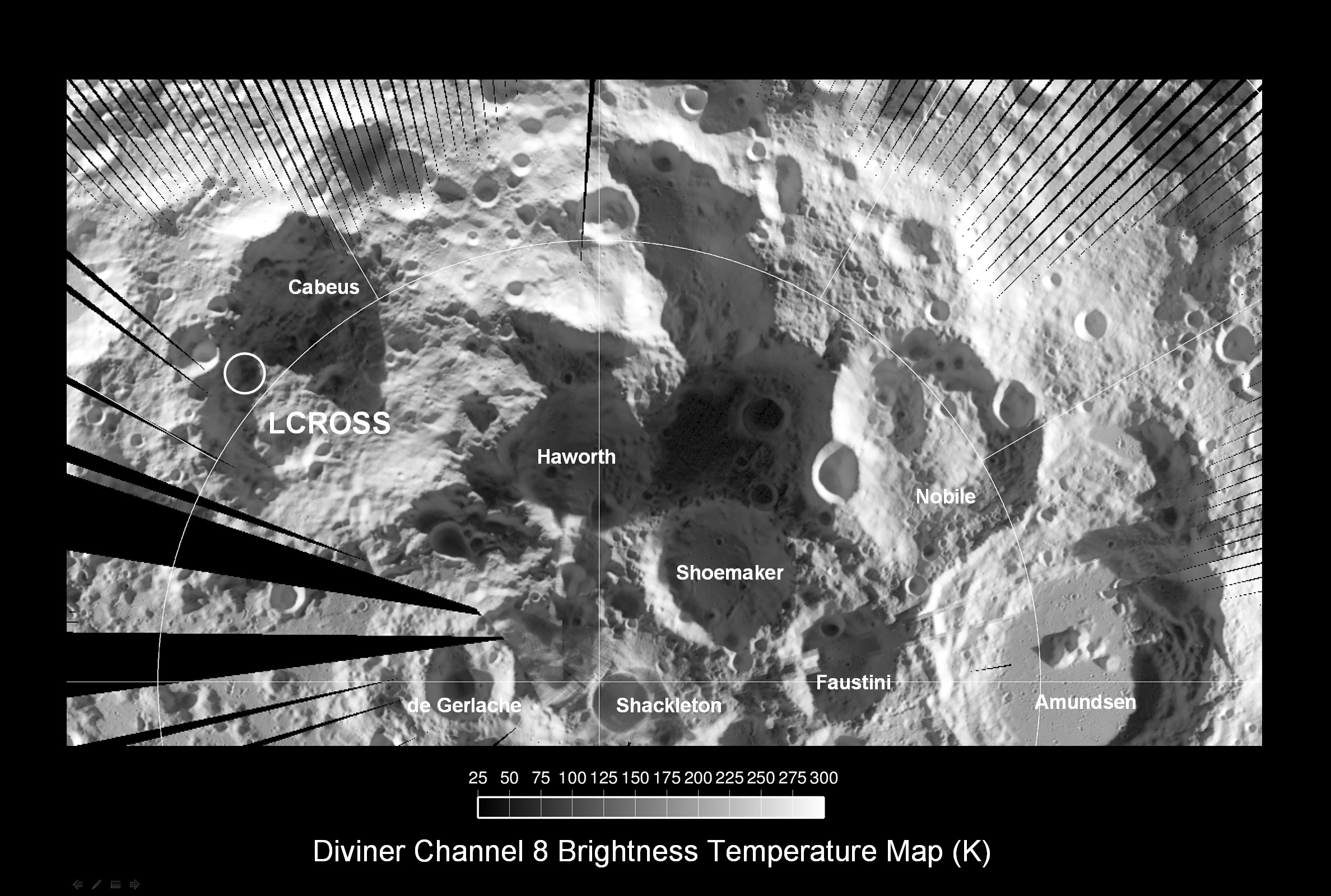
Imatge del pol sud lunar (missió Lunar Reconnaissance Orbiter)

Presenta una forma poligonal, amb un perfil significativament deteriorat. A la part nord de la paret del cràter es localitza una cresta massiva, que té el nom no oficial de Malapert Alpha. A causa de la seva proximitat al pol sud, part del cràter està gairebé sempre a l'ombra, de manera que la topografia del cràter s'ha determinat només de manera aproximada mitjançant mesuraments de radar. La temperatura en el fons del bol del cràter té un valor pràcticament constant i s'estima en aproximadament 100 K.
El cràter va ser fotografiat per l'instrumental de radiodetecció Diviner a bord del Lunar Reconnaissance Orbiter. Es diu així en honor del químic britànic i Premi Nobel en 1937 Walter Norman Haworth (1883-1950),